# Paul Bodoni
Paul Bodoni Derksen (Ouderkerk aan de Amstel, 1954) is een Nederlandse striptekenaar.
Bodoni studeerde aan de Rietveldacademie en publiceerde zijn strips in onder andere Aloha, Oor, Hitkrant, Okki, Taptoe, De Vrije Balloen en Het Parool.
Enkele van zijn surrealistische verhalen die eerder verschenen in het jeugdtijdschrift Jippo zijn in 1984 gebundeld in Het verhaal van het verhaal en Andere verhalen! door Uitgeverij Espee uitgebracht. 
Bodoni verwekte een tweeling bij een Zweedse vrouw en emigreerde in 1988 naar Zweden, waar hij sociaal werk ging doen. In 2000 raakte hij overspannen en tekende de stress van zich af. Deze 58 pagina's bleven op de plank liggen tot ze in 2008 in handen kwamen van Gert Jan Pos, die de tekeningen integraal exposeerde. Vervolgens werden de tekeningen in het boek Terra Harmonica uitgegeven door uitgeverij Oog & Blik. Zijn werk werd verder geëxposeerd in Galerie Lambiek en in Stockholm.